# Вальехо Понс, Франсиско
Франсиско Валье́хо Понс (исп. Francisco Vallejo Pons; род. 21 августа 1982, Вильякарлос, остров Менорка) — испанский шахматист, гроссмейстер (1999).
Пятикратный чемпион Испании (2006, 2009, 2014—2016).
Рейтинг Эло на 1 января 2009 года — 2702 (28-й в мире, 2-й среди шахматистов Испании). Наивысший рейтинг — 2702 (январь 2009). Наивысший рейтинг среди шахматистов Испании имеет Алексей Широв, фактически, Вальехо Понс — сильнейший испанский шахматист.
Неоднократно занимал призовые места в чемпионатах мира и Европы среди мальчиков до 10 и 12 лет. Чемпион мира среди юношей до 18 лет (2000). 4 раза выступал за команду Испании на шахматных олимпиадах (2000—2006) и дважды — на чемпионатах Европы.

## Изменения рейтинга
| Графики недоступны из-за технических проблем. См. информацию на Фабрикаторе и на mediawiki.org. |